# China Railway Construction
China Railway Construction Corporation Limited (CRCC, en mandarin traditionnel : 中國鐵建) est une entreprise de construction publique chinoise. Elle a notamment construit la première ligne du métro de La Mecque.
A Montréal, le Réseau de transport métropolitain (RTM) a acheté à CRRC 24 trains à deux étages pour des liaisons régionales car CRCC était meilleur marché que Bombardier: les trains de Bombardier coutaient 103 millions de dollars canadiens soit 70,8 millions d’euros alors que les trains de CRCC ne coutaient que 69 millions soit 47,4 millions d’euros.